# 구이도 1세 스폴레텐시스
귀도 1세(Guy I of Spoleto, 805년경 - 860년)는 프랑크 왕국의 귀족으로 842년부터 중부 프랑크 스폴레토의 공작이었다. 샤를마뉴의 외증손이기도 하다.
낭트 백작 람베르트와 롬바르디아의 아델라이드의 아들이다. 그의 아버지 낭트 백작 람베르트는 본처 이타(Itta)에게서 아들 람베르트 2세를 얻고, 다시 롬바르디아의 아델라이드(Adelaide of Lombardy)와 재혼했는데, 아델라이드는 샤를마뉴의 아들 롬바르디아의 왕 피피노 카를로만의 딸이었다.
베네벤토의 싸이코(Sico of Benevento)의 딸 이타와 결혼하여 귀도 3세와 람베르토 1세 형제를 두었다. 귀도 3세는 888년 황제 카를 3세 폐위 후 혼란을 틈타 신성 로마 황제관을 차지한다.

## 같이 보기
- 스폴레토
- 피피노 카를로만
- 귀도 2세
- 람베르토 1세
- 귀도 3세
- 람베르토 2세
- 베른하르트

## 관련 서적
- Llewellyn, Peter. Rome in the Dark Ages. London: Faber and Faber, 1970. ISBN 0-571-08972-0.
- di Carpegna Falconieri, Tommaso. Guido, in Dizionario biografico degli italiani, 61, Roma: Istituto della Enciclopedia italiana, 2003, p. 352-354.